# Oberlandesgericht Kattowitz
Das Oberlandesgericht Kattowitz war ab April 1941 ein deutsches Oberlandesgericht in Ostoberschlesien während des Zweiten Weltkriegs. Nach der Volksabstimmung in Oberschlesien wurden Teile Oberschlesiens nach Polen eingegliedert. Von 1922 bis 1939 war Katowice (dt. Kattowitz) Hauptstadt der nun polnischen gewordenen Województwo śląskie (deutsch: Woiwodschaft Schlesien). Nach dem deutschen Überfall auf Polen im September 1939 und infolge der völkerrechtswidrigen Annexion Ostoberschlesiens durch das nationalsozialistische Deutsche Reich wurde Kattowitz 1941 die Hauptstadt des Gaus Oberschlesien. Das Oberlandesgericht Kattowitz bestand bis zur Einnahme Oberschlesiens durch die Rote Armee im Jahr 1945. Danach gehörte das Gebiet zur Volksrepublik Polen.

## Geschichte
Das Oberlandesgericht Kattowitz wurde auf Erlass des geschäftsführenden Reichsjustizministers Franz Schlegelberger nach der Verselbstständigung der Provinz Oberschlesien von der vorher bestehenden Provinz mit Wirkung zum 1. April 1941 errichtet. Es umfasste die Bezirke der Landgerichte Beuthen-Kattowitz, Bielitz, Gleiwitz, Neisse, Oppeln, Ratibor und Teschen aufgeteilt in Amtsgerichtsbezirke, die zuvor in den Zuständigkeitsbereich des Oberlandesgerichtes Breslau fielen. Zudem wurden aus dem Oberlandesgerichtsbezirk Breslau das Amtsgericht Grottkau aus dem Landgerichtsbezirk Brieg dem Landgerichtsbezirk Neisse und der Oberschlesien zugehörige Teil des Amtsgerichtsbezirkes Löwen dem Landgericht Oppeln zugeschlagen. Da für das Oberlandesgericht Kattowitz keine ausreichend geeigneten Räumlichkeiten gefunden wurden residierte es in den Städten Kattowitz und Beuthen, „weshalb vom späteren OLG-Präsidenten eine Umbenennung des Bezirks in OLG Oberschlesien befürwortet wurde“. Bis zur Einrichtung eines entsprechenden Strafsenats Anfang Juli 1941 wurden Hoch- und Landesverratsdelikte noch weiterhin am Oberlandesgericht Breslau verhandelt.
Am 12. Juni 1941 fanden die Amtseinführungen des ersten Präsidenten des Oberlandesgerichtes Johannes Block und des ersten Generalstaatsanwaltes Paul Steimer durch den Staatssekretär Roland Freisler und den Gauleiter von Oberschlesien Fritz Bracht statt.
Sondergerichte in diesem OLG-Bezirk bestanden in Kattowitz und Bielitz. Im OLG-Bezirk Kattowitz befand sich auch das Interessengebiet des KZ Auschwitz, das der Schutzstaffel (SS) direkt unterstand und somit nicht in den Zuständigkeitsbereich von Zivilbehörden fiel. Zu Kompetenzstreitigkeiten zwischen der Gestapo Kattowitz und dem Oberlandesgericht führten Aburteilungen des Polizei-Standgerichtes (damalige Bezeichnung: Standgericht der Staatspolizeileitstelle Kattowitz), das auch im KZ Auschwitz tagte und die meisten Angeklagten zum Tode verurteilte: Obwohl dieses Polizei-Standgericht auf Grundlage der Polenstrafrechtsverordnung ausschließlich über Nichtdeutsche richten durfte, wurden dort auch so genannte Volksdeutsche (also deutsche Staatsbürger, ehemals polnische Staatsbürger) abgeurteilt. Der Generalstaatsanwalt am Oberlandesgericht Kattowitz Paul Steimer beschwerte sich im September 1942 deshalb beim Reichsjustizministerium über dieses Vorgehen, das jedoch weiterhin praktiziert wurde. Laut dem Historiker Maximilian Becker nahmen Polizei-Standgerichte „Teile der Strafverfolgungskompetenzen über die rechtlich fixierte Zuständigkeit hinaus in Anspruch […] die von der Polizei genutzt wurden, um die Justiz zurückzudrängen. Verglichen mit den Standgerichten, die die meisten Angeklagten zum Tode verurteilten, war die Rechtsprechung der zivilen Strafgerichtsbarkeit eher zurückhaltend: Allein das Standgericht der Gestapo in Kattowitz verhängte zwischen Sommer 1942 und seiner Auflösung Ende 1944 schätzungsweise 5200 Todesurteile.“
Aufgrund des schnellen Vormarsches der Roten Armee erfolgte die Planung zur Verlegung sämtlicher frontgefährdeter Dienststellen des Oberlandesgericht Kattowitz in Richtung Mitteldeutschland. Am 24. Februar 1945 wurde als Auffangstelle für die Justiz aus dem Freimachungsgebiet Kattowitz die Stadt Gera festgelegt. Im Anschluss an diese Entscheidung erfolgte nach teilweiser Auflösung die Verlegung aller restlichen Dienststellen des Oberlandesgericht Kattowitz nach Gera in Thüringen.

## Präsidenten des Oberlandesgerichtes
- 1941–1943: Johannes Block[9]
- 1943–1945: Karl Drendel[10]

## Generalstaatsanwälte am Oberlandesgericht
- 1941–1943: Paul Steimer[11][12]
- 1943–1945: Harry Haffner[13] (ab 14. März 1945 letzter Präsident des Volksgerichtshofes)